# Georg Kneer
Georg Kneer (* 1960 in Kirchhundem-Schwartmecke) ist ein deutscher Soziologe und Hochschullehrer.

## Leben
Georg Kneer studierte von 1981 bis 1988 Soziologie, Politikwissenschaften und Neuere Geschichte an der Westfälischen Wilhelms-Universität Münster. Dort war er von 1992 bis 1994 Wissenschaftlicher Mitarbeiter und wurde 1994 mit der Arbeit Rationalisierung, Disziplinierung und Differenzierung: zum Zusammenhang von Sozialtheorie und Zeitdiagnose bei Jürgen Habermas, Michel Foucault und Niklas Luhmann zum Dr. phil. promoviert. Von 1996 bis 2001 war Kneer Wissenschaftlicher Mitarbeiter am Umweltforschungszentrum Leipzig-Halle. Seine Habilitation erfolgte 2004.
Kneer folgte 2001 einem Ruf auf die Professur für wissenschaftliche Grundlagen der Gestaltung an der Hochschule für Gestaltung Schwäbisch Gmünd, an der er auch den Fachbereich Soziologie der Gestaltung abdeckt. 2010/11 übernahm er die Lehrstuhlvertretung der Professur für Migrationssoziologie an der Universität Tübingen.

## Forschungsschwerpunkte
Zu den Schwerpunkten Kneers gehören die Migrationssoziologie, soziologische Theorie, insbesondere Gesellschaftstheorie,  Kommunikations- und Medientheorie. Er beschäftigt sich außerdem mit Wissenschafts- und Technikforschung sowie Kulturanalyse.

## Publikationen (Auswahl)
- Die Pathologien der Moderne: zur Zeitdiagnose in der "Theorie des kommunikativen Handelns" von Jürgen Habermas. Opladen 1990: Westdeutscher Verlag. ISBN 3-531-12112-X.
- mit Armin Nassehi: Niklas Luhmanns Theorie sozialer Systeme: eine Einführung. München 1993: Fink. ISBN 3-8252-1751-5 (in Dänisch: København 2002: Reitzel. ISBN 87-412-2908-8).
- Rationalisierung, Disziplinierung und Differenzierung: zum Zusammenhang von Sozialtheorie und Zeitdiagnose bei Jürgen Habermas, Michel Foucault und Niklas Luhmann. Opladen 1996: Westdeutscher Verlag. ISBN 3-531-12846-9.
- mit Markus Schroer (hrsg.): Handbuch soziologische Theorien. Wiesbaden 2009: Springer VS. ISBN 978-3-531-15231-8.
- mit Stephan Moebius (hrsg.): Soziologische Kontroversen: Beiträge zu einer anderen Geschichte der Wissenschaft vom Sozialen. Berlin 2010: Suhrkamp. ISBN 978-3-518-29548-9.
- mit Markus Schroer (hrsg.): Handbuch spezielle Soziologien. Wiesbaden 2010: Springer VS. ISBN 978-3-531-15313-1.
- mit Markus Schroer (hrsg.): Handbuch soziologische Theorien. Wiesbaden 2013: Springer VS. ISBN 978-3-531-19673-2.